# Evarcha praeclara
Evarcha praeclara là một loài nhện trong họ Salticidae.
Loài này thuộc chi Evarcha. Evarcha praeclara được Jerzy Prószyński & Wanda Wesołowska miêu tả năm 2003.